# Stefan Banaszak
Stefan Banaszak (ur. 1950 w Szczecinie) – polski kierowca wyścigowy.

## Życiorys
Z zawodu rzemieślnik. Karierę rozpoczął w 1978 roku od startów Polskim Fiatem 126p. W 1982 roku zadebiutował samochodem Formuły Polonia; jego mechanikiem był wówczas Krzysztof Poniński. W swoim pierwszym sezonie zajął piąte miejsce w klasyfikacji tej serii, natomiast w sezonie 1983 był czwarty, zdobywając dwa podia (w Kielcach i Toruniu). W 1984 roku zadebiutował Promotem II w Formule Easter. W swoim pierwszym sezonie ukończył wszystkie wyścigi na podium, wygrał ponadto zawody w Poznaniu i zdobył wicemistrzostwo serii, za Jerzym Mazurem. Ponadto w tym samym roku zadebiutował w Pucharze Pokoju i Przyjaźni. W sezonie 1985 wygrał zawody w Poznaniu, a w pozostałych wyścigach był drugi, dzięki czemu zdobył tytuł mistrza Polski. Był również sklasyfikowany na trzynastym miejscu w Pucharze Pokoju i Przyjaźni. Rok później zawiesił starty w zagranicznych zawodach Pucharu Pokoju i Przyjaźni, koncentrując się na rywalizacji krajowej. W jedynej eliminacji Pucharu, w Poznaniu, Banaszak zajął drugą pozycję. W kraju szczeciński kierowca obronił tytuł mistrzowski, odnosząc trzy zwycięstwa.
W 1987 roku otrzymał nowy pojazd, Promota III. Banaszak miał problem z dostosowaniem się do charakterystyki nowego pojazdu. Mimo to Banaszak dwukrotnie zajął drugie miejsce, a w eliminacji Poznań II prowadził, zanim nie zderzył się z dublowanym Wiesławem Guzikiem. W klasyfikacji końcowej Formuły Easter Banaszak był szósty, a w Pucharze Pokoju i Przyjaźni – dwunasty. Po 1987 roku zakończył karierę, argumentując to względami finansowymi, zbyt słabymi samochodami Formuły Easter oraz niesprawiedliwością przy powoływaniu zawodników na Puchar Pokoju i Przyjaźni. Banaszak krytykował również wprowadzenie do mistrzostw Polski Formuły Mondial. Samochód Banaszaka przejął Kazimierz Sołtowski.

## Wyniki
| Legenda oznaczeń w tabelach wyników Wyświetl szablon na nowej stronie | Legenda oznaczeń w tabelach wyników Wyświetl szablon na nowej stronie                                                                     |
| Oznaczenie                                                            | Wyjaśnienie |
| --------------------------------------------------------------------- | --- |
| Złoty                                                                 | Zwycięzca lub mistrzostwo |
| Srebrny                                                               | 2. miejsce lub wicemistrzostwo |
| Brązowy                                                               | 3. miejsce lub II wicemistrzostwo |
| Zielony                                                               | Ukończył, punktował (w klasyfikacji generalnej, gdy zdobył co najmniej jeden punkt na przestrzeni sezonu, poza trzema powyższymi opcjami) |
| Niebieski                                                             | Ukończył, nie punktował (w klasyfikacji generalnej, gdy nie zdobył co najmniej jednego punktu na przestrzeni sezonu)                      |
| Czerwony                                                              | Nie zakwalifikował się (NZ) |
| Czerwony                                                              | Nie prekwalifikował się (NPK) |
| Różowy                                                                | Nie ukończył (NU) |
| Różowy                                                                | Niesklasyfikowany (NS) (w klasyfikacji generalnej, gdy nie został sklasyfikowany w żadnym wyścigu sezonu)                                 |
| Czarny                                                                | Zdyskwalifikowany (DK) |
| Czarny                                                                | Wykluczony (WYK/EX) |
| Biały                                                                 | Nie wystartował (NW) |
| Biały                                                                 | Kontuzjowany (K/INJ) |
| Biały                                                                 | Wyścig odwołany (OD/C) |
| Bez koloru                                                            | Został wycofany (WYC/WD) |
| Bez koloru                                                            | Nie przybył (NP/DNA) |
| Bez koloru                                                            | Nie brał udziału w treningach (NT/DNP) |
| Bez koloru                                                            | Nie został zgłoszony (–) |
| Pogrubienie                                                           | Start z pole position |
| Kursywa                                                               | Najszybsze okrążenie wyścigu |
| †                                                                     | Nie ukończył, ale jego rezultat został zaliczony ze względu na przejechanie więcej niż 90% dystansu wyścigu.                              |
| *                                                                     | Sezon w trakcie |
| 1/2/3                                                                 | Punktowana pozycja w sprincie kwalifikacyjnym                                                                                             |
| Lista systemów punktacji Formuły 1                                    | |

### Puchar Pokoju i Przyjaźni
| Rok  | Samochód   | Silnik | Wyniki w poszczególnych eliminacjach | Wyniki w poszczególnych eliminacjach | Wyniki w poszczególnych eliminacjach | Wyniki w poszczególnych eliminacjach | Wyniki w poszczególnych eliminacjach | Wyniki w poszczególnych eliminacjach | Wyniki w poszczególnych eliminacjach | Pkt. | Msc. |
| ---- | ---------- | ------ | ------------------------------------ | ------------------------------------ | ------------------------------------ | ------------------------------------ | ------------------------------------ | ------------------------------------ | ------------------------------------ | ---- | ---- |
| 1984 |            |        | Czechosłowacja                       | Polska                               |                                      |                                      |                                      |                                      |                                      | 60   | 24   |
| 1984 | Promot II  | Łada   | -                                    | 15                                   | -                                    | -                                    | -                                    | 15                                   |                                      | 60   | 24   |
| 1985 |            |        | Czechosłowacja                       | Polska                               |                                      |                                      |                                      |                                      |                                      | 127  | 13   |
| 1985 | Promot II  | Łada   | 17                                   | 10                                   | 12                                   | 15                                   | -                                    |                                      |                                      | 127  | 13   |
| 1986 |            |        | Polska                               | Czechosłowacja                       |                                      |                                      |                                      |                                      |                                      | 0    | NS   |
| 1986 | Promot II  | Łada   | 2                                    | -                                    | -                                    | -                                    | -                                    | -                                    | -                                    | 0    | NS   |
| 1987 |            |        | Polska                               |                                      |                                      |                                      |                                      |                                      |                                      | 100  | 12   |
| 1987 | Promot III | Łada   | 8                                    | 18                                   | 9                                    | -                                    |                                      |                                      |                                      | 100  | 12   |

### Polska Formuła Easter
| Rok  | Zespół                    | Samochód   | Silnik | Wyniki w poszczególnych eliminacjach | Wyniki w poszczególnych eliminacjach | Wyniki w poszczególnych eliminacjach | Wyniki w poszczególnych eliminacjach | Wyniki w poszczególnych eliminacjach | Pkt. | Msc. |
| ---- | ------------------------- | ---------- | ------ | ------------------------------------ | ------------------------------------ | ------------------------------------ | ------------------------------------ | ------------------------------------ | ---- | ---- |
| 1984 |                           |            |        | Polska                               | Polska                               | Polska                               | Polska                               | Polska                               | 185  | 2    |
| 1984 | Automobilklub Szczeciński | Promot II  | Łada   | 3                                    | 3                                    | 2                                    | 2                                    | 1                                    | 185  | 2    |
| 1985 |                           |            |        | Polska                               | Polska                               | Polska                               | Polska                               | Polska                               | 192  | 1    |
| 1985 | Automobilklub Szczeciński | Promot II  | Łada   | 2                                    | 2                                    | 2                                    | 2                                    | 1                                    | 192  | 1    |
| 1986 |                           |            |        | Polska                               | Polska                               | Polska                               | Polska                               | Polska                               | 193  | 1    |
| 1986 | Automobilklub Szczeciński | Promot II  | Łada   | 7                                    | 1                                    | 1                                    | 1                                    | 3                                    | 193  | 1    |
| 1987 |                           |            |        | Polska                               | Polska                               | Polska                               | Polska                               | Polska                               | 131  | 6    |
| 1987 | Automobilklub Szczeciński | Promot III | Łada   | NU                                   | 2                                    | 2                                    | NU                                   | 7                                    | 131  | 6    |

### Formuła Polonia
| Rok  | Zespół                    | Samochód         | Silnik      | Wyniki w poszczególnych eliminacjach | Wyniki w poszczególnych eliminacjach | Wyniki w poszczególnych eliminacjach | Wyniki w poszczególnych eliminacjach | Wyniki w poszczególnych eliminacjach | Pkt. | Msc. |
| ---- | ------------------------- | ---------------- | ----------- | ------------------------------------ | ------------------------------------ | ------------------------------------ | ------------------------------------ | ------------------------------------ | ---- | ---- |
| 1982 |                           |                  |             | Polska                               | Polska                               | Polska                               | Polska                               |                                      | 110  | 9    |
| 1982 | Automobilklub Szczeciński | Promot Polonia I | Polski Fiat | -                                    | -                                    | 9                                    | 5                                    |                                      | 110  | 9    |
| 1983 |                           |                  |             | Polska                               | Polska                               | Polska                               | Polska                               | Polska                               | 169  | 4    |
| 1983 | Automobilklub Szczeciński | Promot Polonia I | Polski Fiat | 6                                    | 2                                    | 4                                    | 3                                    | -                                    | 169  | 4    |